# Trubbingen
Trubbingen är en sjö i Ljusdals kommun i Hälsingland och ingår i Dalälvens huvudavrinningsområde. Sjön har en area på 0,435 kvadratkilometer och ligger 525,2 meter över havet. Sjön avvattnas av vattendraget Orsälven (Oreälven).

## Delavrinningsområde
Trubbingen ingår i det delavrinningsområde (683625-143210) som SMHI kallar för Utloppet av Trubbingen. Medelhöjden är 559 meter över havet och ytan är 5,76 kvadratkilometer. Räknas de 2 avrinningsområdena uppströms in blir den ackumulerade arean 18,87 kvadratkilometer. Orsälven (Oreälven) som avvattnar avrinningsområdet har biflödesordning 2, vilket innebär att vattnet flödar genom totalt 2 vattendrag innan det når havet efter 449 kilometer. Avrinningsområdet består mestadels av skog (85 procent). Avrinningsområdet har 0,43 kvadratkilometer vattenytor vilket ger det en sjöprocent på 3,3 procent.